# 152-мм гаубица «Пат-Б»
2А61 «Пат-Б» — советская полковая буксируемая гаубица.

## История создания
Полевая буксируемая гаубица была разработана в ОКБ-9 на артиллерийском заводе № 9 (г. Свердловск) под руководством Голубева В. А. Причиной создания гаубицы стал перевод полевой артиллерии НАТО на единый калибр 155-мм. В результате российские мотострелковые бригады и полки, имеющие на вооружении 122-мм гаубицы, стали проигрывать в огневом могуществе западным войскам. Гаубица 2А61 должна была ликвидировать это отставание. В 1991 году орудие было рекомендовано к принятию на вооружение.

## Описание конструкции
Гаубица 2А61 выполнена на трёхстанинном лафете, аналогичном 122-мм буксируемой гаубице 2А18М. Размещение на подобном лафете стало возможным благодаря использованию дульного тормоза принципиально новой конструкции, обеспечивающего поглощение большей части энергии отката. Для облегчения процесса заряжания на лафете установлен механизм досылания снарядов. Заряжание раздельно-гильзовое. Также на верхнем станке имеется лёгкий щиток для защиты боевого расчёта от воздействия пуль и осколков. Баллистика выстрелов 2А61 практически идентична 152-мм гаубице-пушке МЛ-20 на заряде № 3, по дальности несколько превосходя чуть более лёгкую гаубицу Д-1 образца 1943 года.
Для перевода гаубицы из походного положения в боевое и обратно две из трёх станин выполнены подвижными. Вся процедура перевода орудия из одного положения в другое составляет около 2 минут. Для буксирования используется шкворневая балка, закреплённая на дульной части ствола. Благодаря небольшому весу орудие буксируется теми же средствами, что и гаубица 2А18.

## Варианты

### 2С18 «Пат-С»
Параллельно с буксируемым вариантом, разрабатывался самоходный вариант на базе БМП-3 — 2С18 «Пат-С» с гаубицей 2А63, однако самоходная гаубица на вооружение принята не была.

### 2С26 «Пат-К»
Колёсный вариант самоходной гаубицы на шасси Урал-5323. На вооружение также принят не был.

### М-389
На базе 2А61 разработан вариант со стволом калибра 155-мм под боеприпасы НАТО. Соответствующим образом усовершенствованы и прицельные приспособления.
Технические характеристики:
Калибр, мм: 155
Расчёт, чел: 7
Масса в боевом положении, т: 4,2
Ширина колеи, мм: 1840
Дальность стрельбы, м: 3900..15 200
Скорострельность, выстр/мин: 6..8
Углы ВН, град: −5..+70
Углы ГН, град: 360
Максимальная скорость буксировки, км/ч: 50

### КБА-27
Украинский аналог 2А61 на лафете орудия Д-20, разработан КБ «Артиллерийское вооружение».

## Сохранившиеся экземпляры
| Тип          | Местонахождение                                             | Изображение |
| ------------ | ----------------------------------------------------------- | ----------- |
| 2А61 «Пат-Б» | Музейный комплекс УГМК, Верхняя Пышма, Свердловская область |             |